# Gustaf Sandin
Gustaf Magnus Sandin (i riksdagen kallad Sandin i Skruvstad), född 12 mars 1864 i Hammar, död 1 januari 1941 i Forshaga, var en svensk folkskollärare, lantbrukare och politiker (liberal).
Gustaf Sandin, som var son till en vagnmakare, arbetade som folkskollärare i Grums 1889–1913 och slog sig därefter ner på orten som lantbrukare. Han var ordförande i Värmlands blåbandsförening 1898–1913 och 1921–1930 och var även kommunalt verksam i Grums.
Han var riksdagsledamot i andra kammaren 1903–1908 för Mellansysslets domsagas valkrets samt år 1912 för Värmlands läns västra valkrets. Som kandidat för Frisinnade landsföreningen tillhörde han Liberala samlingspartiet i riksdagen. Han var bland annat ledamot i 1906–1908 års tillfälliga utskott. Som riksdagspolitiker engagerade han sig främst i olika landsbygdsfrågor, såsom egnahemsrörelsen och jaktlagstiftning.